# Château de Giry
Le château de Giry est situé sur la commune de Giry (France).

## Localisation
Le château est situé sur la commune de Giry, située dans le département de la Nièvre en région Bourgogne-Franche-Comté. Il est construit sur le flanc de la colline qui domine la vallée de la Nièvre d'Arzembouy.

## Historique
Le château fait l'objet d'une inscription partielle (éléments protégés : les façades et les toitures) au titre des monuments historiques par arrêté du 6 mars 1950.

## Galerie

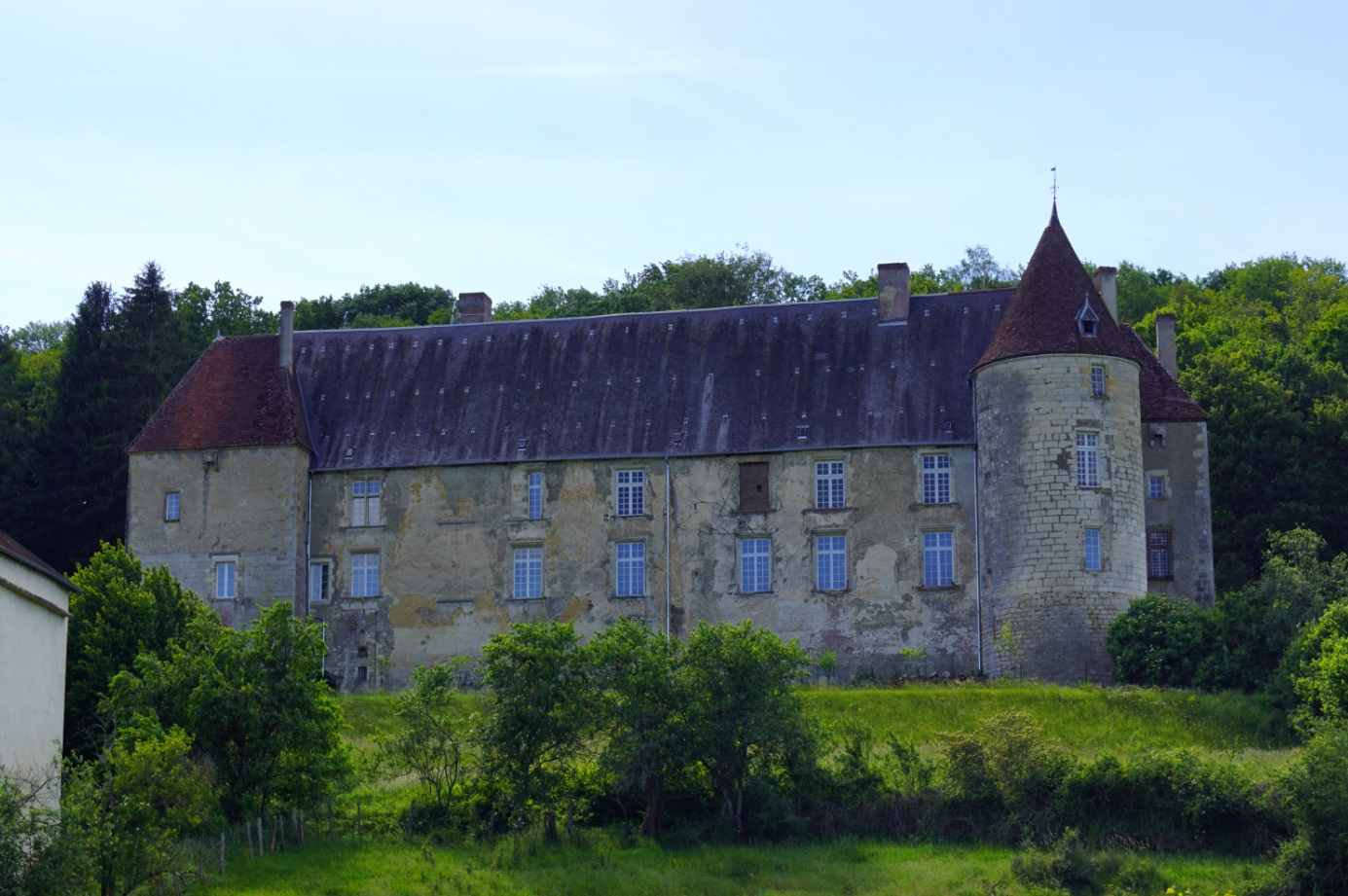
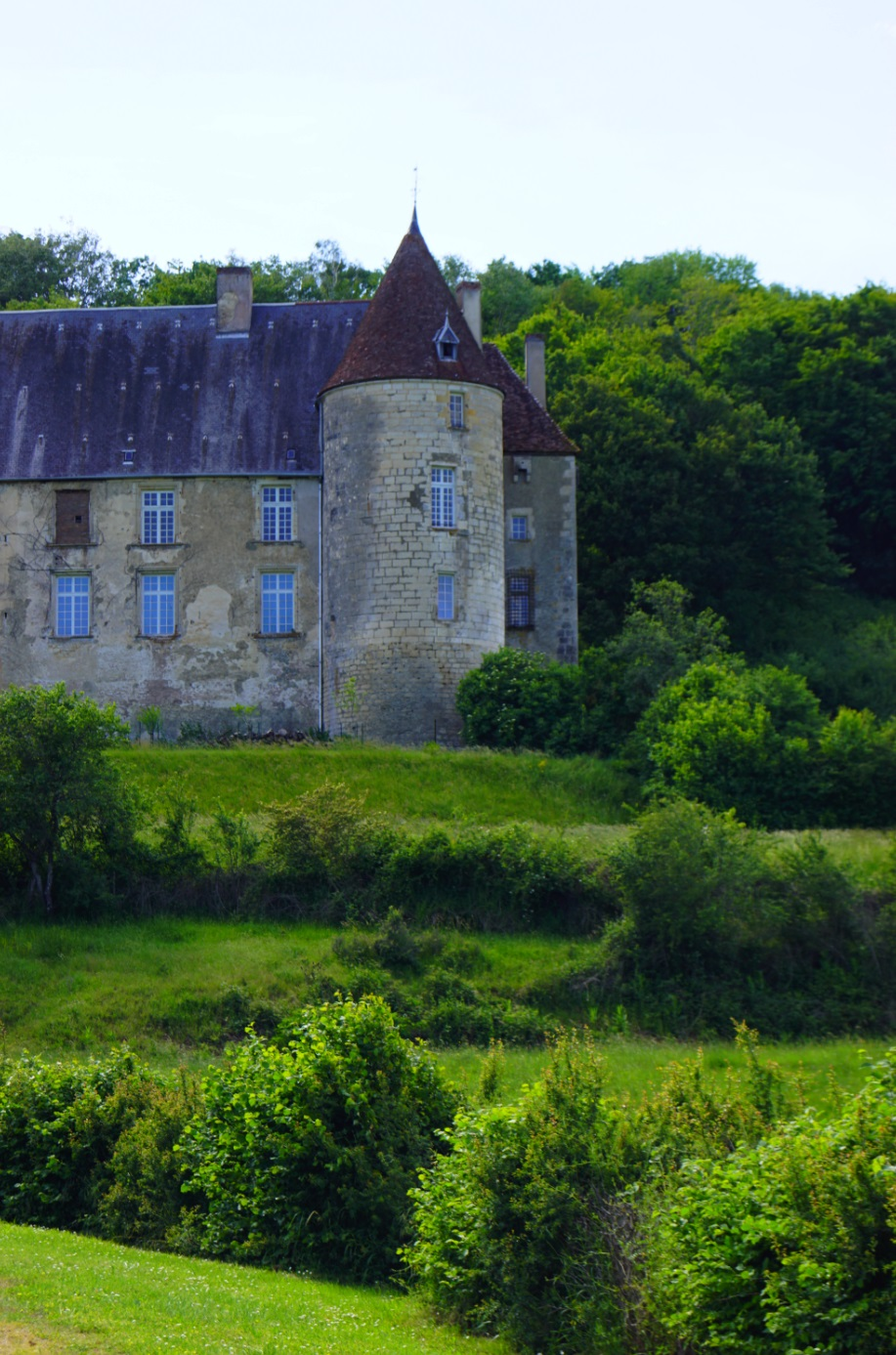
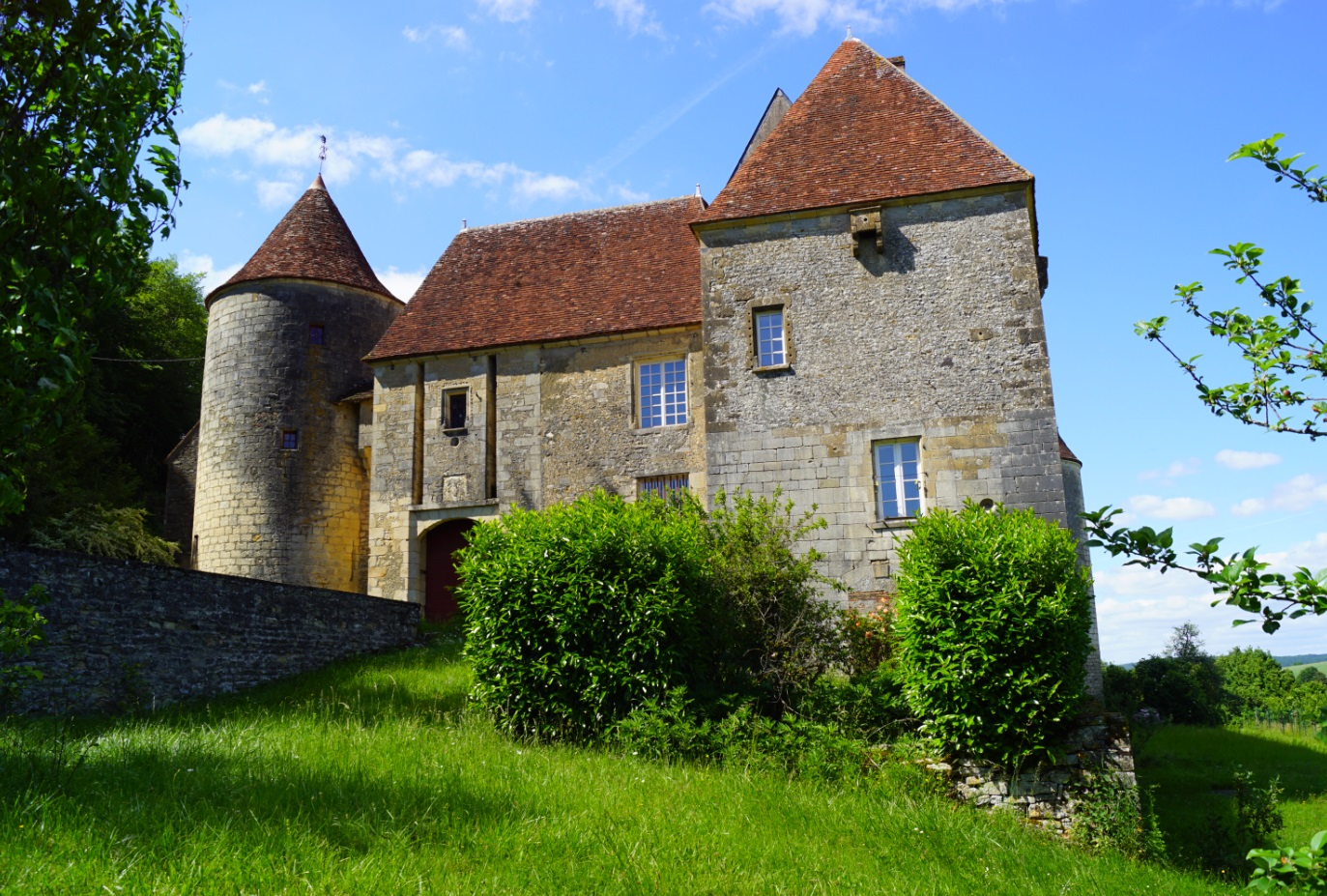